# Danville (Indiana)
Danville è una città degli Stati Uniti d'America, situata nello Stato dell'Indiana e in particolare nella Contea di Hendricks, della quale è anche il capoluogo.